# Любартув (гмина)
Любартув (пол. Lubartów) — сельская гмина (волость) в Польше, входит как административная единица в Любартувский повет, Люблинское воеводство. Население — 10 114 человек (на 2004 год).
Гмина была образована из двух других в 1973 году.

## Соседние гмины
1. Гмина Фирлей
2. Гмина Камёнка
3. Любартув
4. Гмина Недзвяда
5. Гмина Немце
6. Гмина Острувек
7. Гмина Серники
8. Гмина Спичин